# 蒂芬妮二世 (貓)
蒂芬妮二世（Tiffany Two，1988年3月13日－2015年5月22日），是一隻曾獲得金氏世界紀錄所認證最長壽的貓，牠一共活了27岁零2个月又9天，相當於人類的125歲。
牠的主人Sharon Voorhees女士，是一位已退休的律師，2015年時73歲。取名為Tiffany Two，是因為主人在購買牠之前，曾在1970年代先買過另一隻貓，當時取名叫Tiffany，不過這隻貓在1歲大即已因為癌症去世。二世是牠的主人在1988年時，於當地的一家寵物店花費10美元購買的，當時牠只有6至7周大。由於牠身上的花紋和去世的一世極似，Sharon Voorhees對牠「一見鍾情」。
Sharon Voorhees先後共養過兩隻狗兩隻貓，唯有蒂芬妮二世陪伴她最長時間，其他寵物都已先後離世。1990年代，Voorhees搬家時，不慎遺失了二世，但牠之後竟奇蹟似的找到主人的新家；牠晚年時和主人有相同的症狀：關節炎，以及必須吃降血壓的藥。
2015年5月22日，牠在聖地牙哥的主人家中，於睡夢中去世。6月4日，金氏世界紀錄公司證實了此事，不過在其官網認證的聲明壽命為27歲零2個月又20天，並表示歡迎全世界其他的貓來角逐新認證。